# FAB FOX
『FAB FOX』（ファブ・フォックス）は、フジファブリックの2ndフル・アルバムである。2005年11月9日に東芝EMIから発売された。

## 概要
前作から1年ぶりのリリースとなるメジャー2枚目、通算では5枚目のアルバム。シングル「銀河」「虹」「茜色の夕日」の3曲を含む、全12曲を収録している。
今作はセルフ・プロデュースで制作された。前作も片寄明人との共同プロデュース作品だったが、単独でプロデュースしたのは初めて。
アルバム・タイトルはビートルズのあだ名であるファブ・フォーとフジファブリック、そしてCDジャケットに登場する狐（=Fox）から。
ドラムの足立房文が在籍中、最後の作品となった（翌年3月27日に脱退）。

## 楽曲解説
- シングル曲についてはそれぞれの項目も参照。

モノノケハカランダ
「ハカランダ」で作ったギターがケモノなのかモノノケなのか、それに化けてロックンロールを鳴らしているイメージの曲。PVも製作されている。
山内の愛器である赤いストラトキャスター（指板がハカランダ製）がモデルとなっている。
銀河 <Album ver.>
曲調に変化は無いが、最後のコーダの部分にコーラスが付いた。
唇のソレ
夢の中で志村が作曲した曲を目が覚めてから再現するという方法を用いて作られた。
水飴と綿飴
志村以外のメンバーによる初作曲作品。
Birthday
志村曰く「このアルバムで一番好きな曲」。PVも製作されている。

## 収録曲
| 全作詞: 志村正彦、全編曲: フジファブリック。 |                              |           |            |      |
| #                                            | タイトル                     | 作詞      | 作曲       | 時間 |
| 1.                                           | 「モノノケハカランダ」       | 志村正彦  | 志村正彦   | 3:09 |
| 2.                                           | 「Sunny Morning」            | 志村正彦  | 志村正彦   | 3:34 |
| 3.                                           | 「銀河 <Album ver.>」        | 志村正彦  | 志村正彦   | 5:03 |
| 4.                                           | 「唇のソレ」                 | 志村正彦  | 志村正彦   | 3:10 |
| 5.                                           | 「地平線を越えて」           | 志村正彦  | 志村正彦   | 5:06 |
| 6.                                           | 「マリアとアマゾネス」       | 志村正彦  | 志村正彦   | 4:57 |
| 7.                                           | 「ベースボールは終わらない」 | 志村正彦  | 志村正彦   | 4:40 |
| 8.                                           | 「雨のマーチ」               | 志村正彦  | 志村正彦   | 4:23 |
| 9.                                           | 「水飴と綿飴」               | 志村正彦  | 山内総一郎 | 3:15 |
| 10.                                          | 「虹」                       | 志村正彦  | 志村正彦   | 4:44 |
| 11.                                          | 「Birthday」                 | 志村正彦  | 志村正彦   | 4:33 |
| 12.                                          | 「茜色の夕日」               | 志村正彦  | 志村正彦   | 5:41 |
| 合計時間:                                    | 合計時間:                    | 合計時間: | 52:16      |      |